# Білл Інгліш
Са́ймон Вільям Білл Інгліш (англ. Simon William Bill English; нар. 30 грудня 1961) — новозеландський політик, міністр фінансів в 1999 році, лідер Національної партії в 2001—2003 роках і знову з 12 грудня 2016 року, заступник голови Національної партії в 2006—2016 рр. Віце-прем'єр-міністр і міністр фінансів 19 листопада 2008 року — 12 грудня 2016 року, Міністр інфраструктури в 2008—2011 рр. Прем'єр-міністр Нової Зеландії з 12 грудня 2016 — 26 жовтня 2017.

## Рані роки та освіта
Народився 30 грудня 1961 у Діптоні, Саутленд. У молодості жив в інтернаті і навчався у коледжі Святого Патріка у Веллінгтоні. Закінчив університет Отаго за фахом торгівля та Університет Вікторії у Веллінгтоні за фахом англійська література.
Після закінчення навчання повернувся у Діптон працював фермером. У 1987 році знову переїхав до столиці, і працював аналітиком у Міністерстві Фінансів.

## Політична кар'єра
У 1980 році він вступив в Національну партію. У 1980-х роках займався адміністративними питаннями у регіоні Саутленд. У 1990 році став кандидатом від Національної партії на парламентських виборах у районі Воллес і потрапив до Палати представників. З того часу Білл Інгліш був у кожному складі Палати представників (у 1993, 1996, 1999, 2002, 2005, 2008, 2011 і 2014 роках).
Після виборів в 1996 році був призначений міністром охорони здоров'я в кабінеті прем'єр-міністра Джим Болджер. З січня 1999 року на посаді міністра фінансів у кабінеті Дженні Шиплі.
Після програшу на парламентських виборах Національної партії в 1999 році, коли влада була передана лейбористам на чолі з прем'єром Гелен Кларк, Білл обійняв посаду міністра фінансів у тіньовому уряді.

## Лідер опозиції
Восени 2001 року рівень невдоволення керівництвом Дженні Шиплі у Національній партії досяг свого апогею. Це призвело до виборів нового лідера, 8 жовтня 2001 року було обрано керманичем партії Білла Інгліша.
Біллу як лідеру опозиції не вдалося поліпшити імідж і продуктивність партії. На парламентських виборах у 2002 році Національна партія записала найгірший результат в історії, отримавши лише 20 % голосів виборців. У партії було розпочато дискусію про причини поразки, в результаті було вирішено змінити керівництво. І його змінив на цій посаді Дон Браш.

## Віце-прем'єр-міністр і прем'єр-міністр
8 листопада 2008 Національна партія перемогла на парламентських виборах. Обраний прем'єр-міністром Джон Кі 17 листопада 2008 представив склад свого уряду, в якому Білл Інгліш отримав посади віце-прем'єра і міністра фінансів. 19 листопада 2008 року Білл Інгліш офіційно склав присягу на цій посаді. Посаду віце-прем'єр-міністра і міністра фінансів він також зберіг у наступному уряді Джона Кі. Крім того, 19 листопада 2008 — 13 грудня 2011 року обіймав посаду міністра інфраструктури.
12 грудня 2016 посів посаду прем'єр-міністра Нової Зеландії, після відставки з посади Джона Кі через особисті причини.. У той же день був призначений керівником Національної партії. У своєму кабінеті він також обіймає посаду міністра національної безпеки На посаді віце-прем'єра його змінила Паула Беннетт.

## Особисте життя та погляди
Інгліш є противником абортів, евтаназії, цивільних партнерств, і декриміналізації проституції. У 2013 році він проголосував проти закону, який легалізував одностатеві шлюби у Новій Зеландії.
Одружений з Мері Інгліш, лікаркою загальної практики. Має 6 дітей. За віросповіданням — католик.